# Christopher Lyttelton, 12.º Visconde Cobham
Christopher Charles Lyttelton, 12.º Visconde Cobham (nascido em 23 de outubro de 1947) é um nobre britânico e par da família Lyttelton no Reino Unido.

## Biografia
Segundo filho do 10.º Visconde Cobham, Lyttelton herdou o título em 13 de julho de 2006, com a morte de seu irmão mais velho, John Lyttelton, 11.º Visconde Cobham, que não teve filhos. Ele também herdou a sede da família, Hagley Hall, perto de Stourbridge, em Worcestershire, que estava em ruínas. Seu antecessor, o 11.º Visconde, conseguiu aliviar parte da dívida vendendo as terras ao redor da casa, mas a propriedade ainda enfrentava dívidas crescentes. Ele iniciou obras de restauração e conservação em torno das áreas dilapidadas da casa principal e a remodelação do parque que circunda a casa em cooperação com a English Heritage e a Natural England. Christopher e sua esposa moram em parte da casa principal, enquanto o restante é aberto ao público e pode ser alugado como local para casamentos e eventos.
Ele foi educado em Eton, onde seu pai havia estudado antes dele.
Em 2008, Christopher trabalhava como consultor financeiro na empresa de contabilidade Smith & Williamson em Londres. Ele gosta de planejar voando.

## Casamento e questão
Ele casou-se com Teresa Mary Readman, filha do Coronel Alexander Readman e Mary Kay Curtis, em 1973. Eles têm dois filhos:
- Oliver Christopher Lyttelton (nascido em 1976), herdeiro aparente
- Sophie Emma Lyttelton (nascida em 1978); casada e com filhos

O 6.º Duque de Westminster era seu primo em primeiro grau.